# 글루콘산 나트륨
글루콘산 나트륨(Sodium gluconate)은 NaC6H11O7 화학식을 가진 화합물이다. 이것은 글루콘산의 염인 나트륨 염이다. 이것의 E 번호는 E576이다. 이 하얀색의 물에 녹는 분말은 산업 전반에 걸쳐 광범위하게 응용된다. 원래 19세기에 글루콘산에서 파생된 글루콘산 나트륨은 킬레이트 특성으로 알려져 있으며 다양한 공정에서 킬레이트제로 사용된다. 섬유, 금속 표면 처리, 시멘트 등에서 응용된다. 더욱이 비독성 및 생분해성 특성 덕분에 환경 친화적인 관행에도 사용된다.

## 생산
글루콘산 나트륨은 발효 공정이나 화학 합성을 통해 생산될 수 있다. 발효 공정에서 포도당은 특정 미생물, 일반적으로 아스페르길루스 니제르(Aspergillus niger) 또는 슈도모나스(Pseudomonas) 균주에 의해 발효된다. 글루콘산은 이 발효의 주요 생성물이며, 글루콘산 나트륨은 수산화나트륨으로 글루콘산을 중화하여 얻는다.
글루콘산 공급원: 글루콘산 나트륨의 생산은 전구체인 글루콘산에서 시작된다. 이 유기산은 종종 발효 공정을 통해 얻는다. 포도당 또는 다른 설탕 공급원은 미생물, 일반적으로 박테리아 또는 곰팡이가 글루콘산을 생산하기 위한 기질 역할을 한다.
글루콘산 나트륨으로 전환: 글루콘산이 수확되면 글루콘산 나트륨으로 전환된다. 전환은 주로 글루콘산이 수산화나트륨(NaOH)으로 중화되는 화학 반응을 포함한다. 이 반응으로 글루콘산 나트륨이 형성되며, 나트륨 이온(Na+)이 글루콘산의 수소 이온(H+)을 대체한다.
정제 및 결정화: 정제는 종종 여과 및 화학 처리를 포함하여 원하는 순도 수준을 달성한다. 정제 후 용액은 결정화된다.
건조 및 포장: 결정화 후에도 글루콘산 나트륨 결정은 잔류 수분을 함유하고 있다. 건조는 공기 건조 또는 스프레이 건조와 같은 공정을 포함할 수 있다.

## 응용
글루콘산 나트륨의 초기 사용은 주로 순하고 비독성 특성 때문에 의학 분야였다. 시간이 지남에 따라 다양한 산업, 식품, 의약품, 건설, 섬유 등에서 다재다능한 특성과 안전성이 널리 인식되면서 응용 분야가 확대되었다.
식품 산업: 글루콘산 나트륨은 식품 첨가물로 다양한 목적으로 사용되며, 금속 이온이 식품의 색, 풍미 또는 안정성에 영향을 미치는 것을 방지하기 위한 킬레이트제 역할을 한다.
건설: 글루콘산 나트륨은 건설 산업에서 콘크리트 혼화재로 사용된다. 이것은 감수제 및 지연제 역할을 하여 콘크리트의 작업성과 성능을 향상시킨다.
섬유: 섬유 염색 및 인쇄에서 이것은 염색 견뢰도를 향상시키기 위한 킬레이트제로 사용된다.
야금: 글루콘산 나트륨은 금속 표면 처리 및 세척, 특히 강철 표면에 사용된다.
세척 제품: 이것은 유리병용 세척제 및 다양한 세척 제형에서 킬레이트제로 발견될 수 있다.

## 안전 및 규제
글루콘산 나트륨은 미국 식품의약국(FDA)과 같은 규제 당국에 의해 일반적으로 안전한 것으로 인정된다. 이것은 비독성이며 식품 및 의약품에 사용하기에 안전한 것으로 간주된다.

## 환경 영향
글루콘산 나트륨은 생분해성으로 알려져 있으며, 이는 환경에서 자연적으로 분해될 수 있음을 의미한다. 환경 친화적인 것으로 간주된다.